# 3 000 mètres féminin aux championnats du monde d'athlétisme en salle 2014
Navigation
2012 2016
Le 3 000 mètres féminin des Championnats du monde en salle 2014 s'est déroulé les 7 et 9 mars 2014 à l'Ergo Arena de Sopot, en Pologne.

## Résultats

### Séries
| Rang | Série | Athlète              | Pays                | Temps         | Notes |
| ---- | ----- | -------------------- | ------------------- | ------------- | ----- |
| 1    | 2     | Maryam Yusuf Jamal   | Bahreïn             | 8 min 53 s 07 | Q     |
| 2    | 2     | Hellen Obiri         | Kenya               | 8 min 53 s 31 | Q     |
| 3    | 2     | Hiwot Ayalew         | Éthiopie            | 8 min 53 s 70 | Q     |
| 4    | 2     | Renata Pliś          | Pologne             | 8 min 57 s 80 | q     |
| 5    | 1     | Genzebe Dibaba       | Éthiopie            | 8 min 57 s 80 | Q     |
| 6    | 2     | Gabriele Grunewald   | États-Unis          | 8 min 58 s 10 | q     |
| 7    | 1     | Sifan Hassan         | Pays-Bas            | 8 min 58 s 50 | Q     |
| 8    | 1     | Margherita Magnani   | Italie              | 8 min 58 s 51 | Q     |
| 9    | 1     | Shannon Rowbury      | États-Unis          | 8 min 58 s 85 | Q, SB |
| 10   | 1     | Irene Jelagat        | Kenya               | 8 min 58 s 97 | q     |
| 11   | 1     | Alia Saeed Mohammed  | Émirats arabes unis | 9 min 00 s 35 | q     |
| 12   | 1     | Natalya Aristarkhova | Russie              | 9 min 09 s 37 |       |
| 13   | 1     | Lucy van Dalen       | Nouvelle-Zélande    | 9 min 10 s 20 |       |
| —    | 2     | Betlhem Desalegn     | Émirats arabes unis | 8 min 53 s 56 | DQ    |
| —    | 2     | Svitlana Shmidt      | Ukraine             | 9 min 25 s 98 | DQ    |

### Finale
| Rang               | Athlète              | Nationalité         | Temps         | Notes |
| ------------------ | -------------------- | ------------------- | ------------- | ----- |
| Médaille d'or      | Genzebe Dibaba       | Éthiopie            | 8 min 55 s 04 |       |
| Médaille d'argent  | Hellen Onsando Obiri | Kenya               | 8 min 57 s 72 |       |
| Médaille de bronze | Maryam Yusuf Jamal   | Bahreïn             | 8 min 59 s 16 |       |
| 4                  | Irene Jelagat        | Kenya               | 9 min 02 s 67 |       |
| 5                  | Sifan Hassan         | Pays-Bas            | 9 min 03 s 22 |       |
| 6                  | Renata Pliś          | Pologne             | 9 min 07 s 05 |       |
| 7                  | Shannon Rowbury      | États-Unis          | 9 min 07 s 82 |       |
| 8                  | Margherita Magnani   | Italie              | 9 min 10 s 13 |       |
| 9                  | Gabriele Grunewald   | États-Unis          | 9 min 11 s 76 |       |
| 10                 | Hiwot Ayalew         | Éthiopie            | 9 min 12 s 51 |       |
| 11                 | Alia Saeed Mohammed  | Émirats arabes unis | 9 min 21 s 23 |       |
| DQ                 | Betlhem Desalegn     | Émirats arabes unis | 9 min 04 s 06 |       |

## Légende
Records et Performances
- AR : Record continental (area record)
- CR : Record des championnats (championship record)
- MR : Record du meeting (meet record)
- NR : Record national (national record)
- OR : Record olympique (olympic record)
- PR : Record paralympique (paralympic record)
- PB : Record personnel (personal best)
- SB : Meilleure performance personnelle de la saison (season's best)
- WL : Meilleure performance mondiale de l'année (world leader)
- WJR : Record du monde junior (world junior record)
- WR : Record du monde (world record)

Circonstances et Conditions
- DNF : N'a pas terminé (did not finish)
- DNS : N'a pas pris le départ (did not start)
- DQ : Disqualification (disqualification)
- NM : Aucun essai valable enregistré (No Mark)
- Q : Qualifié « directement » au prochain tour (ou à la prochaine compétition), lors d'une compétition majeure, grâce au classement ou à la réalisation des minima (automatic qualifier)
- q : Qualifié au prochain tour (ou à la prochaine compétition), lors d'une compétition majeure, grâce au repêchage ou à la réalisation de l'une des meilleures performances parmi celles des « non qualifiés directement » (grâce au meilleur temps ou à la meilleure distance par exemple) (secondary qualifier)